# Korbinian-Aigner-Gymnasium Erding

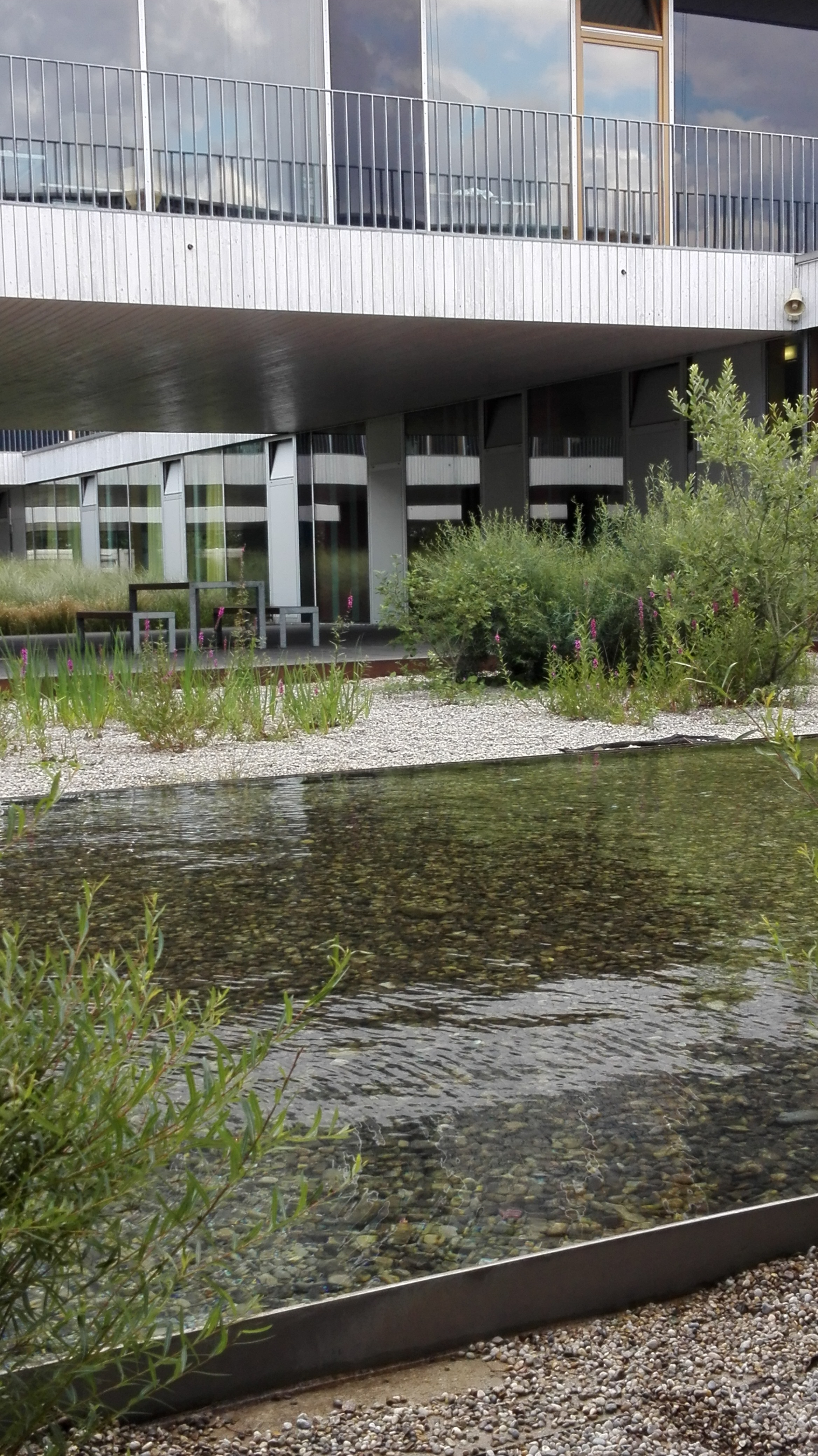
Korbinian-Aigner-Gymnasium, Schulhof

Das Korbinian-Aigner-Gymnasium Erding (KAG Erding) ist ein sprachliches, naturwissenschaftlich-technologisches und musisches Gymnasium. Es befindet sich am westlichen Stadtrand von Erding und wurde 2004 eröffnet. Das Gymnasium ist nach Korbinian Aigner benannt. Etwa 90 Lehrkräfte unterrichten knapp 1200 Schüler.

## Auszeichnungen (Auswahl)
Das KAG erreichte 2015 die Ehrung als MINT-freundliche Schule, und ist eines von 49 Referenzgymnasien des „School of Education“-Programms der Technischen Universität München.
Ebenfalls 2015 wurde das KAG beim Bundeswettbewerb „Klasse, kochen!“ von IN FORM für das Projekt „Gesundes Pausenbrot“ ausgezeichnet.
Weiter ist die Schule Teilnehmer im Landesprogramm „gute gesunde Schule“; vom Schülermagazin Unicum Abi und der Barmer GEK wurde die Schule 2016 als „Schule des Jahres“ in der Kategorie „Gesundheit weiter gedacht“ für das Projekt „Gesunde Schule“ ausgezeichnet.
Ebenfalls 2016 wurde die Schule von Staatssekretär Georg Eisenreich und von vbw-Hauptgeschäftsführer Bertram Brossardt für die „hervorragenden Leistungen im Bereich der Inneren Schulentwicklung“ mit dem „i.s.i. – Innere Schulentwicklung und Schulqualität Innovationspreis 2016“ der Stiftung Bildungspakt Bayern ausgezeichnet.
Für das Engagement in den Bereichen Nachhaltigkeit und Umweltschutz war das Gymnasium im gleichen Jahr eine von 104 bayerischen Schulen, die für ein Jahr den Titel „Umweltschule in Europa“ führen dürfen.
Am 17. Oktober 2016 wurde die Bildungseinrichtung durch das bayerische Kultusministerium zur „Referenzschule für Medienbildung“ erklärt und wurde damit zu einer der 149 Schulen in Bayern, die regionale Multiplikatoren der Medienbildung sind.
2015 zeichnete das bayerische Europaministerium die Schule mit der „Europa-Urkunde“ für den Regierungsbezirk Oberbayern aus.